# Antonio Porta (Architekt)
Antonio Porta (* um 1631 in Manno bei Lugano; † 3. August 1702 in Bayreuth, begraben als „Italus artifex“) war ein Schweizer Baumeister, Architekt und Bauunternehmer.

## Leben und Werke
Neben dem Neuen Schloss in Neustadt an der Waldnaab schuf er Bauwerke in Böhmen, Schlesien und Nordbayern. Seit 1662 war er Baumeister der Herrschaft Grafenegg bei Wagram, seit 1668 des Fürsten Wenzel Eusebius von Lobkowicz, der ihm die im Hause der Porta Manno verwahrten Bildnisse von Mitgliedern des Fürstenhauses schenkte. Porta war am Bau der Lobkowiczer Schlösser in Sagan und Raudnitz beteiligt. Nach seinen Plänen wurde 1678 die Wallfahrtskirche St. Quirin in Püchersreuth errichtet.
1697 wurde er von Markgraf Christian Ernst nach Bayreuth berufen. Ab 1698 baute er die Stiftskirche (heute Pfarrkirche) des Klosters Himmelkron grundlegend um. 1700 entwarf er zusammen mit Jaques Bourdin de la Fond Pläne für das Schloss des Erbprinzen Georg Wilhelm in Erlangen. Im gleichen Jahr erfolgte unter seiner Leitung die Barockisierung der evangelisch-lutherischen Pfarrkirche St. Jakobus in Creußen.
Er stiftete sein Vermögen für fromme Werke sowie für junge Leute von Manno, die in Rom Kunststudien machen wollten.